# Jean Sauvagnargues
Jean Victor Sauvagnargues (ur. 2 kwietnia 1915 w Paryżu, zm. 6 sierpnia 2002) – francuski polityk, dyplomata, minister.

## Życiorys
Jego rodzicami byli Alice Caplan i Edmond Sauvagnargues. Ukończył École normale supérieure. Był dyplomatą i politykiem. Od 1956 do 1960 był ambasadorem w Etiopii, od 1962 do 1970 w Tunezji, a astępnie do 1974 w Bonn w RFN. W okresie od 28 maja 1974 do 27 sierpnia 1976 był ministrem spraw zagranicznych w pierwszym rządzie premiera Chiraca. Od 1977 do 1981 był ambasadorem w Londynie w Wielkiej Brytanii. Od 1981 był na emeryturze.

## Życie prywatne
21 grudnia 1948 poślubił Lise Marie L’Evesque, z którą miał czworo dzieci: Philippe’a, François, Sylvie i Anne.

## Odznaczenia
- Komandor Legii Honorowej
- Komandor Orderu Narodowego Zasługi
- Krzyż Wojenny (Francja)[1]